# Позабудь про камин, в нём погасли огни
«Позабудь про камин, в нём погасли огни» (1917) — художественный немой фильм Петра Чардынина. Является продолжением фильма «У камина». Фильм не сохранился.

## Сюжет
Оставшийся безутешным после смерти своей возлюбленной Лидии Ланиной (в предыдущем фильме «У камина») князь (его играл Владимир Максимов) увидел девушку. Он потрясён её поразительным сходством со своей покойной возлюбленной (обеих героинь играла одна и та же актриса, Вера Холодная). Он выясняет, что ёё зовут Мара Зет и она работает акробаткой в цирке вместе со своим мужем (актёр Осип Рунич).
Князь начинает ухаживать за циркачкой и дарит ей дорогие подарки. Единственное, что он хочет взамен, — молча сидеть возле неё, любуясь на её лицо.
Постепенно Мара влюбляется в князя. По его просьбе она уходит из цирка и переезжает в его особняк. Акробатка оскорбляется, увидев у него в доме портрет другой женщины, понимая, что князь любит не её, а ту, погибшую женщину. Они расстаются, и Мара возвращается в цирк.
На последнее представление в гастрольной программе вновь приходит князь, он хочет в последний раз увидеть ту, которая напоминает ему погибшую возлюбленную. Под самым куполом цирка Мара замечает его среди зрителей, улыбка озаряет её лицо, но в следующее мгновение она срывается с трапеции и разбивается насмерть. Князь рыдает, припав к её телу.

## О фильме
Фильм имел огромный успех у зрителей и превзошёл по сборам предыдущего кассового рекордсмена («У камина»). В частности, о неслыханном успехе картины «Позабудь про камин — в нём погасли огни…» сообщалось в «Кине-журнале» в конце 1917 года (№ 17—24). 

«Харьков. В театре «Ампир» была поставлена вторая серия картины «У камина» — «Позабудь про камин, в нём погасли огни». У театра всё время постановки была огромная очередь. Кто-то из очереди пустил слух, что в театр пропустили несколько человек через запасный выход, и началось настоящее вавилонское столпотворение: публика ринулась в театр, разбила окна, сорвала с петель двери; толпа запрудила всю улицу. Администрация театра едва не подверглась жестокому самосуду. Был вызван отряд конных драгун. С большим трудом успокоили расходившуюся публику».
Режиссёр Пётр Чардынин объяснял поразительный успех картины тем, что она была построена на цирковом материале, и другую свою картину «Молчи, грусть, молчи» («Сказка любви дорогой», 1918) он также посвятил жизни артистов цирка. Эти два фильма имели рекордные сборы за весь период русской дореволюционной кинематографии.
Киновед и историк кино Игорь Беленький указал, что фильм «чрезвычайно показателен и для жанра великосветской мелодрамы, и для цирковой тематики в российском кино начала века, и для общего представления о кинематографе дооктябрьского периода». Он также констатировал, «что из всей обильной кинопродукции, выпущенной на цирковую тему, наибольшим успехом пользовались два фильма П. Чардынина с участием знаменитой в ту пору кинозвезды Веры Холодной — „Позабудь про камин“ (1917) и „Молчи, грусть, молчи“ (другое название „Сказка любви дорогой“, 1918)».
Историк кино Ирина Гращенкова, анализируя фильмы «У камина» и «Позабудь про камин…», которые вышли на экран в марте и ноябре 1917 г., отметила, что «абсолютно аполитичное кино оказалось неожиданно связанным с революционным календарём теми чувствами и настроениями большинства, которое оно выражало»:

Исчезали камины, принадлежность состоятельного респектабельного дома, уступая место буржуйкам. Исчезали сидящие у каминов князья, сановники, свободные художники, безумно влюблённые, тоскующие дамы. А зрители точно не могли наглядеться на дорогие сердцу сюжеты, на любимые актёрские лица Холодной, Максимова, Полонского….